# Гриб (плодове тіло)
Ця стаття про загальновживане поняття. Про біологічний таксон див. Гриби

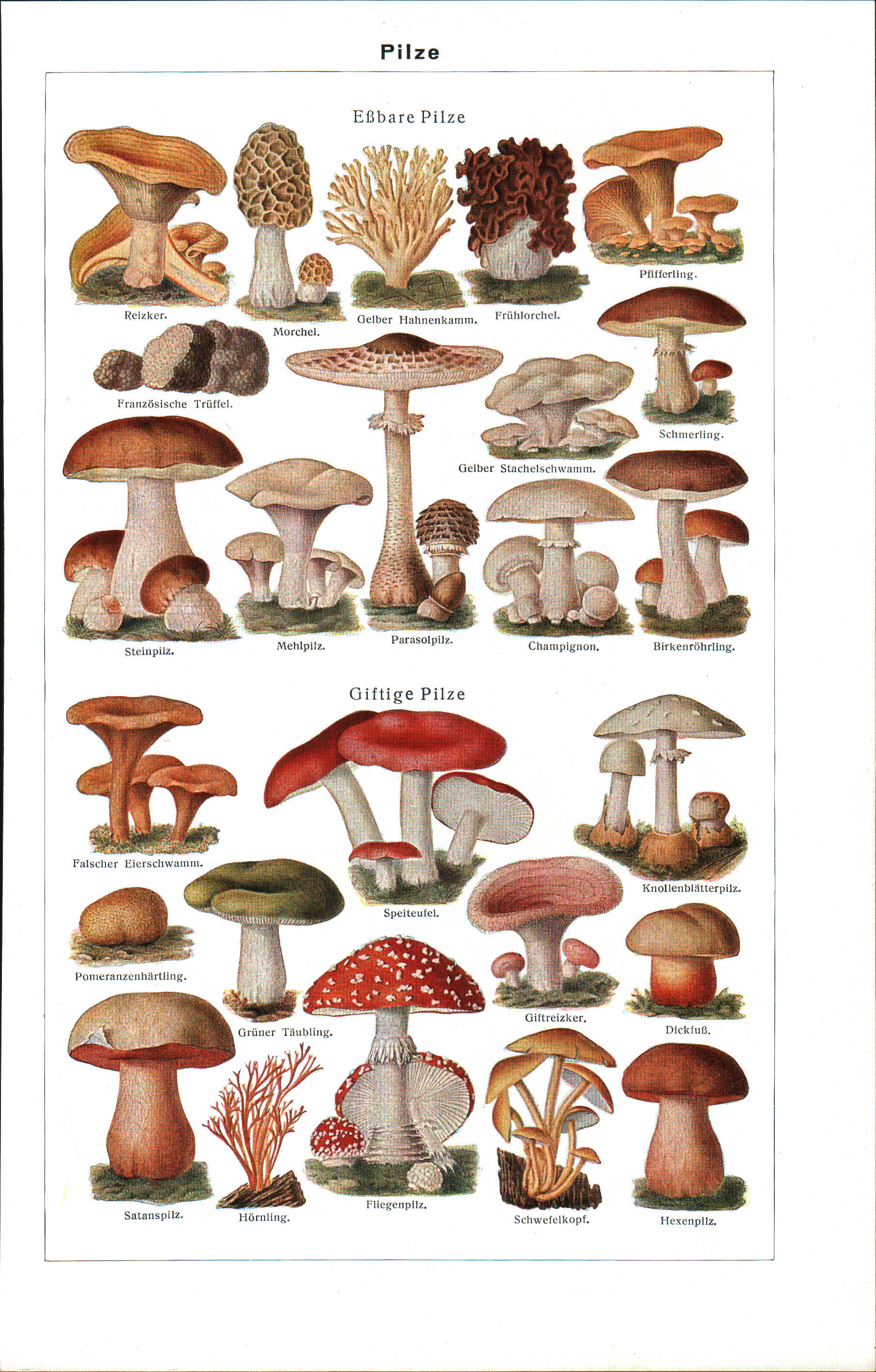
Гриби. Ілюстрація з Meyers Blitz-Lexikon, 1932 р.

Гриб — розмовно-побутова назва плодових тіл грибів — макроміцетів. Згідно з сучасними науковими уявленнями, гриби виокремлюють у самостійне царство живої природи — лат. Fungi. Гриби, що утворюють великі плодові тіла належать до підцарств вищих грибів лат. Dikarya, у якому виділяють два типи — аскоміцети (лат. Ascomycota) або сумчасті гриби, і базидіоміцети лат. Basidiomycota). З практичної точки зору розрізняють їстівні, неїстівні та отруйні гриби. «Грибом» називають також драглисту масу, що складається з різних мікроорганізмів, переважно дріжджових грибків ( сахароміцетів) і молочнокислих бактерій, які використовуються для отримання напоїв шляхом зброджування, наприклад, чайний гриб, кефірний гриб.

## Назви

### У слов'янських мовах
Українською мовою і представники царства грибів в цілому, і «гриби» у побутовому розумінні позначаються одним словом. У багатьох мовах для позначення наукового поняття існують окремі слова, часто науковий термін являє собою запозичення з латині. Наприклад, англійською гриб як представник царства позначається словом fungus, побутове поняття — mushroom або toadstool.
Українське гриб, рос. гриб, біл. гриб, пол. grzyb, н.-луж. grib, в.-луж. hrib, чеськ. hřib, словац. hríb, словен. grȋb сягають праслов'янського *gribъ, слова, щодо етимології якого ведуться суперечки. За однією з версій воно походить від дієслова *gribati «рити», ітеративу від *grebti «гребти». При цій етимології гриб означає «те, що виривається, вилазить з-під землі». Згідно з іншою версією, *gribъ, походить від кореня *glei-«слиз» (ср. лит. gléima «слиз»). Критики цієї версії стверджують, що вона недостовірна фонетично. Відповідно до третьої, також фонетично недостовірної, версії *gribъ пов'язаний зі словом *gъrbъ «горб».
У деяких українських і російських говорах всі гриби називають словом губи (губа — гриб-трутовик), але більшою мірою це стосується народних назв деяких трутовиків — «губи», «губки». Дана лексема споріднена рос. губа і лит. gumbas «шишка, жовна, наріст».

### У романських і германських мовах
Французьке champignon («гриб») походить від старофранцузької champignuel (←*canpegneus) і буквально означає «продукт сільської місцевості» («сільська місцевість» — фр. campagne від лат. campania).. Слово champignon запозичено деякими мовами, наприклад, ісп. champiñón («гриб», «їстівний гриб»), рос. шампиньон (укр. печериця).
Англійське mushroom (застарілі форми — mushrom, muscheron, mousheroms, musserouns та ін), найчастіше означає їстівний гриб, але так називають і будь-які макроміцети. Походить від фр. mousseron, яка вказує на одне з характерних місць існування грибів — у моху (фр. mousse — «мох»). Існують також версії, що припускають пізньолатинське або долатинське походження цього слова.
«Отруйний гриб», «поганка» а іноді і будь-який гриб англійською мовою — toadstool, буквально «жаб'ячий стілець»; аналогічні терміни є в нідерландській і німецькій мовах: нід. padde(n)stoel, нім. Krötenschwamm (букв. «жаб'яча губка»), пов'язані з жабою назви отруйних грибів є і в інших європейських мовах. Про походження слова toadstool є два припущення: 1) порівняння з отруйними (або вважалися в давнину отруйними) жабами, 2) фоно-семантична відповідність з німецьким Todesstuhl — «смертельний стілець». За припущенням етноміколога Роберта Воссона, порівняння з жабами виникло через те, що у давнину і земноводні, і галюциногенні гриби застосовувалися у «чаклунських» язичницьких обрядах.
У різних діалектах англійської мови смислові співвідношення між mushroom і toadstool різні. Так, у США toadstools означає тільки отруйні гриби, а у Великій Британії — будь-які, mushrooms для британців це їстівні toadstools.
Німецьке Pilz («гриб»), через давньонімецьке buliz і пізніші форми bülez, bülz походить від латинського boletus (у стародавньому Римі так називали не боровик, а Мухомор Цезаря). Нім.  Schwamm («губка») використовується для позначення грибів, що ростуть на деревині (синонім — Baumpilz, буквавльно — «деревний гриб»). Schwamm походить від середньогерманського swampaz, яке, можливо, родинне зі прасл. gǫba («губа»).

## Наукова класифікація
Перші таксономічні класифікації грибів будувалися тільки на даних анатомії плодових тіл, проте на підставі лише цих зовнішніх ознак дуже важко судити про реальний ступінь спорідненості між різними видами. Тому вже з середини XIX століття з'явилися системи, що враховують мікроскопічну будову. Але можливість створити природну систему, що повністю враховує родинні зв'язки між різними таксонами, з'явилася тільки в останній чверті XX століття, після появи геносистематики та молекулярної філогенетики — методів, в основі яких лежить вивчення ДНК. На початку XXI століття відбувся перегляд всієї таксономічної класифікації грибів.
На основі мікроскопічної будови органів, що безпосередньо виробляють спори, вищі гриби ділять на два типи — аскоміцети (або сумчасті гриби) та базидіоміцети (або базидіальні гриби). У аскоміцетів спори виробляються всередині спеціальних клітин, які називаються сумками або асками, у базидіальних грибів формування спор відбувається зовнішніх структурах, які звуться базидіями.
Більшість сумчастих макроміцетів належить до класу пеціцоміцетів. У цей клас входить один порядок, що розділяється на кілька родин (близько 20), з яких грибникам добре відомі представники зморшкові (зморшки та шапочки), лопастникових (строчки) і трюфелевих. У деяких регіонах (Північна Африка, Південно-Західна Азія) мають попит «пустельні трюфелі» з родини терфезієвих. 
Базидіальні макроміцети, включаючи добре відомі шляпкові гриби, належать до підвідділу Agaricomycotina. З кінця XX століття система цих грибів переглядається з урахуванням генетичних даних і в ній відбуваються значні зміни, від класифікації за ознаками анатомії плодових тіл вчені відмовляються. Наприклад з'ясувалося, що дощовики є близькими родичами пластинчастих грибів, і були віднесені до родини Агарикальних; інші гастероміцети і деякі пластинчасті гриби увійшли в порядок болетових, до якого раніше належали тільки трубчасті гриби.
Крім таксономічної систематики, існують класифікації грибів на інших принципах, що не враховують ступінь генетичного споріднення. Різні групи грибів виділяють за екологічним принципом (див. Екологічні групи грибів), географічним поширенням (див. мікогеографія); багато застарілих таксонів, представники яких схожі між собою за ознаками будови і екології, продовжують розглядатися як специфічні групи (екоморфа).

## Форма грибів
Зазвичай під «грибоподібною формою» мають на увазі характерну форму шапинкових грибів, однак, форми плодових тіл бувають дуже різноманітні.
- Шапинкові гриби — шапинка розташована на ніжці або сидить, прикріплена краєм до вертикальної поверхні.
- Віялоподібні (наприклад, гливи) і букетоподібні, або  багатошапинкові плодові тіла (гриб-баран) також зазвичай належать до шапинкових.
- Копитоподібні плодові тіла (трутовики).
- Коралоподібні плодові тіла (рогатикові).
- Чашоподібні (келихоподібні) плодові тіла (часто у сумчастих грибів).
- Зіркоподібні плодові тіла (Astraeus hygrometricus).
- Кулясті (грушоподібні) плодові тіла (дощовики).
- Розпростерті — у вигляді корковидного нальоту на будь-якій поверхні.

## Ріст і будова плодового тіла
Гриби виростають на міцелії — вегетативному тілі, яке являє собою переплутані мікроскопічні нитки (гіфи), що пронизують ґрунт, деревину або інший субстрат. Для утворення і росту плодових тіл часто необхідні особливі зовнішні умови — температура і вологість повітря і субстрату, наявність симбіонтних організмів (особливо це важливо для мікоризних грибів, що живуть у симбіозі з деревами та іншими рослинами). Для кожного виду характерні свої умови плодоношення, тому різні гриби з'являються у різних типах лісу та інших рослинних спільнотах і виростають у певні сезони, зростання їх сильно залежить від погодних умов.
Формування плодових тіл у сумчастих грибів починається з появи на міцелії особливих, так званих аскогенних гіф. Ці гіфи інтенсивно розростаються, формують плодове тіло і утворюють спороносні структури — сумки. У базидіальних грибів на міцелії спочатку утворюються «зародки» розміром не більше 1-2 міліметри, так звані примордії. Примордії можуть мати тривалий період спокою, тобто не розвиватися, а при настанні сприятливих умов швидко виростають у плодові тіла. Зазвичай плодове тіло живе недовго, кілька днів, а іноді кілька годин, і після утворення спор розкладається. Існують, однак, і довгоживучі гриби, вони мають тверду дерев'янисту консистенцію і можуть рости кілька років, формуючи річні кільця. Такі плодові тіла характерні для багатьох видів трутовиків.
Розрізняють плодові тіла замкнутої і відкритої будови. У перших спороносний шар знаходиться всередині плодового тіла, і спори можуть поширюватися тільки після їх дозрівання, при частковому або повному руйнуванні зовнішньої оболонки. У плодових тіл відкритого будови тонкий спороносящих шар — гименій — знаходиться на поверхні, і спори виділяються з нього у міру дозрівання.
Замкнуті плодові тіла сумчастих грибів називають клейстотециями, а відкриті — апотеціями. Клейстотеції зазвичай мають мікроскопічні розміри, і гриби, що утворюють їх не належать до макроміцетів. Але бувають і гігантські клейстотеції розміром у декілька сантиметрів, наприклад, неїстівний «оленячий трюфель», або елафоміцес зернистий. Справжні трюфелі зовні теж схожі на клейстотеції, але їх плодові тіла формуються спочатку як відкриті, а потім згортаються у замкнуту «бульбу», заповнену складками гименій, тобто насправді являють собою видозмінені апотеції. Інші апотеції мають форму диска, блюдця або чаші, тому такі гриби називають дискоміцетами. За способом формування плодових тіл до дискомицетів належать і трюфелі, а також відкриті плодові тіла зморшкових та гельвелових грибів, форма яких відрізняється від дископодібної. Гименій у дископодібних грибів знаходиться на верхній поверхні диска або всередині відкритої «чаші», у зморшків і сморжів — на зовнішній поверхні верхньої частини, яку часто називають «капелюшком», хоча, строго кажучи, ці гриби не належать до шляпкових.
Базидіоміцети, що мають замкнуту будову плодових тіл, називають гастероміцетами, а відкрите — гіменоміцетами.

## Харчове застосування

### Їстівні гриби

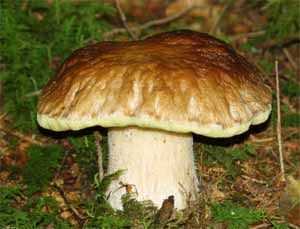
Білий гриб

Наприклад, сироїжки, білі, грузді та інші, після обробки використовуються в їжу. Для харчових цілей гриби вирощують сільськогосподарські культури або збирають у природних місцях зростання. 

Збирання грибів, або «грибне полювання» є популярним у багатьох країнах видом активного відпочинку або хобі.
У харчовій промисловості знаходять застосування різні мікроскопічні гриби: численні дріжджові культури, мають важливе значення для приготування оцту, алкоголю і різних спиртних напоїв: вина, горілки, пива, кумису, кефіру, йогуртів, а також у хлібопекарництві. Цвілеві культури здавна застосовуються для виготовлення сирів (рокфор, камамбер), а також деяких вин (херес).
З огляду на те, що в грибах великий вміст хітину, їх поживна цінність невелика, і вони важко засвоюються організмом. Проте харчова цінність грибів полягає не стільки в їх поживності, скільки у високих ароматичних і смакових властивостях, тому їх застосовують для приправ, заправок, у сушеному, солоному, маринованому вигляді, а також у вигляді порошків .

### Отруйні гриби

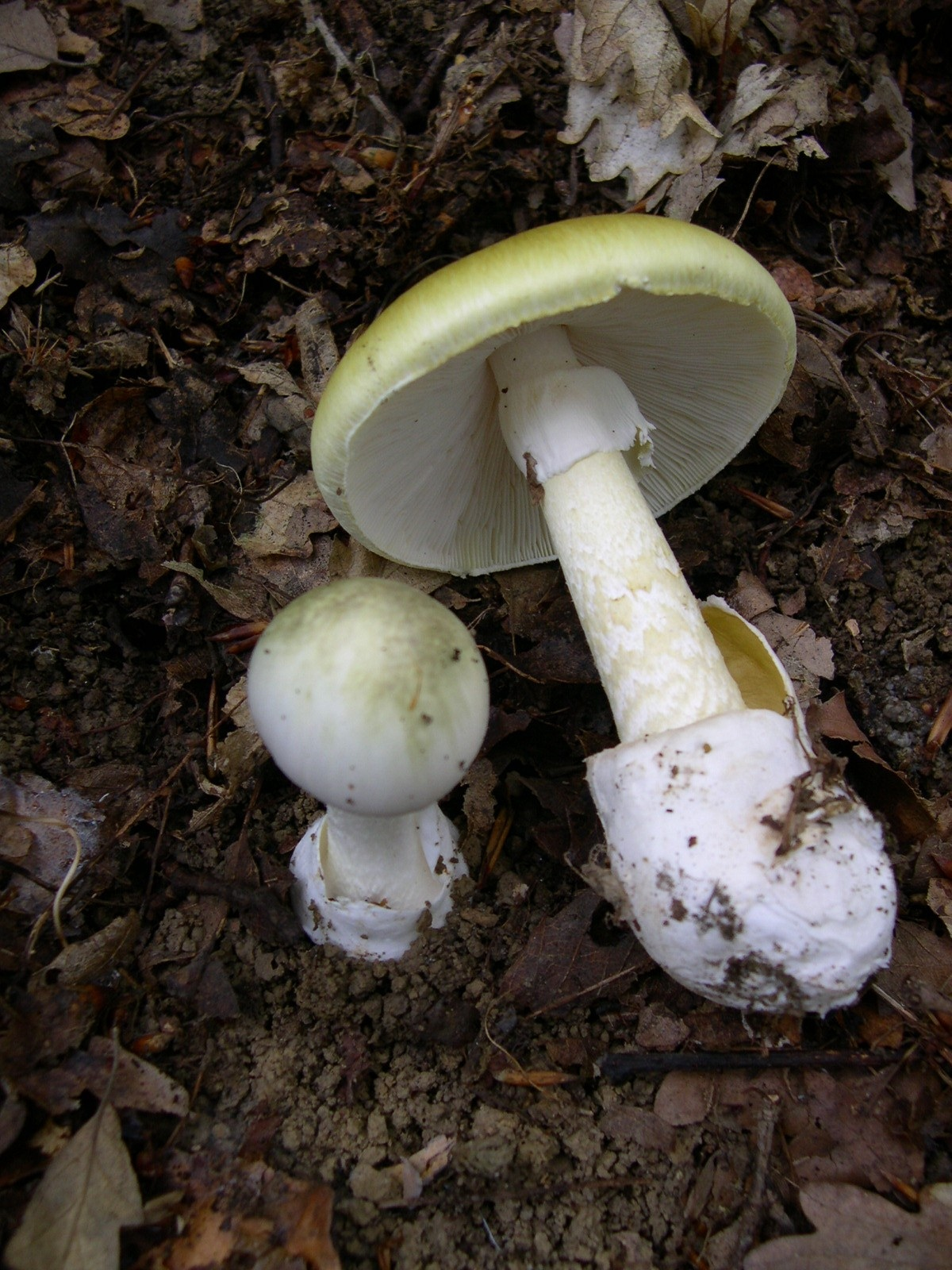
Бліда поганка (Amanita phalloides)

Наприклад, більшість мухоморів не застосовуються в харчових цілях, однак деякі люди використовують окремі їх види, після спеціальної обробки (переважно багаторазове виварювання). Однак така обробка не завжди призводить до бажаного результату, все залежить від розміру дози і характеру поглинених токсинів, а також від маси людини та її індивідуальної сприйнятливості, віку (у цілому для дітей гриби набагато небезпечніше, ніж для дорослих).

## Гриби в фольклорі і народних повір'ях

### Слов'янські народи

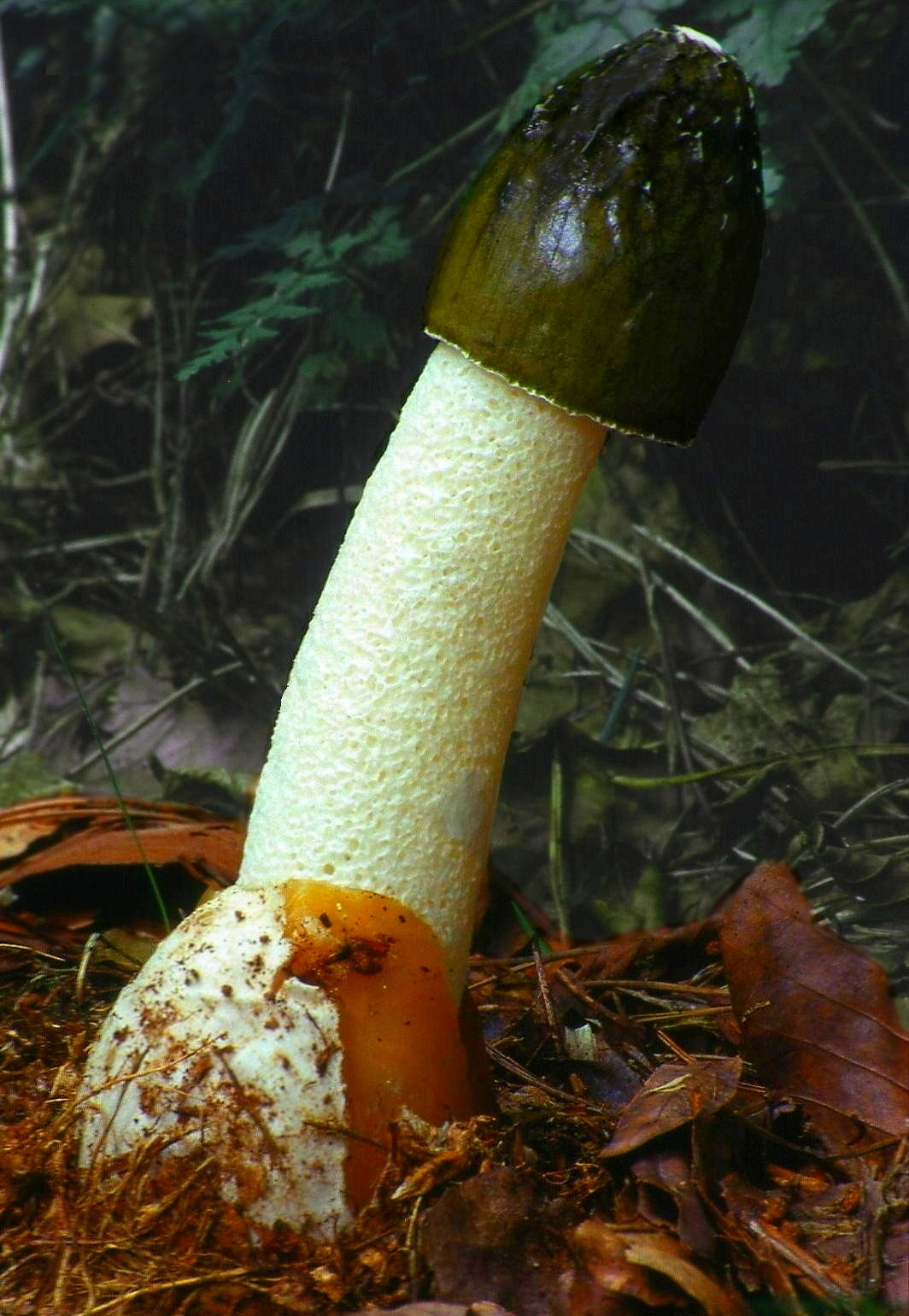
Веселка звичайна

У народних уявленнях слов'ян гриби мають невизначену природу, щось середнє між тваринним і рослинним світом. Така невизначеність підкреслюється у ставленні до них як до нечистого явища, що часто виражається у народних назвах, особливо у назвах отруйних і неїстівних грибів. Гриби асоціюються з нечистими тваринами і рослинами, з геніталіями та випорожненнями тварин і з інородцями — євреями, циганами. За народними повір'ями, деякі гриби виростають у місцях, де злягалися тварини. Як приклади можна привести такі народні назви, як собачий гриб (Саратовська область), песьляк («старий гриб» — Смоленська область), юдине вухо (Аурікулярія вухоподібна лат. Auricularia auricula-judae); словац. vraní trus (послід), čertov tabak, židovská brada, ciganská huba; пол. bycze jaja (Великопольське воєводство), końskie wypierdki, wilcza tabaka (Мазовія), wilczak (Поморське воєводство), żydawcy (Малопольське воєводство).
Легенди про походження грибів, пов'язані з християнством і дохристиянськими віруваннями відомі у південних та західних слов'ян, українців і білорусів. Гриби у них сприймаються як нечистий предмет, пов'язаний з покидьками, слиною, але з іншого боку, це благословенна їжа, освячена Христом або апостолами. Згідно з цими легендам, гриби з'явилися із зерен або шматків хліба, які таємно від Христа їв апостол Петро і виплюнув; у болгарських легендах гриби — це залишки трапези самодів. За польським легендам (Холмщина, Краківський повіт) гриби посадили і освятили апостоли Петро і Павло.
Асоціація блискавки/грому з грибами була широко поширена в античності. Теофраст (Історія рослин 1.6.5) пов'язує keraunion з назвою певного гриба. У Фракії «keraunion називали ойтон: це слово є діалектним варіантом hydnon, а mushroom, ймовірно, те саме». Плутарх (Моралії 8.4.2) запитував про поширене повір'я, що грім спричиняє ріст hydnon, але не знайшов певної відповіді. Афіней, цитуючи Теофраста, пише, що гриби «ростуть, коли осінні дощі йдуть із сильними бурями. Чим більше грому, тим більше вони ростуть, припускаючи, що це найважливіша причина» (2.62). В орфічній традиції титани «протистояли еволюції Діоніса в асимільованого сина Зевса та атавістично бенкетували його плоттю, приготованою у збоченні кулінарного мистецтва. Оскільки вони розчленували, зварили та з'їли немовля Діоніса, самих титанів покарали смертельним ударом блискавки. Потім Зевс воскресив і Діоніса, і титанів, останніх як сучасну расу людей. Іншими словами, людство виникає як раса покараних грибоїдів. Серед греків гриби, очевидно, називалися «їжею богів» (broma theon), тоді як неоплатонічний філософ Порфірій (бл. 233–309 рр. н. е.) називав їх «годівниками богів» (theotrophos).
З народними віруваннями пов'язано безліч прикмет, «магічних» дій і заборон, що стосуються збору та вживання грибів. У Польщі початок збору грибів приурочують до Дня святих Петра і Павла (29 червня), що пов'язано зі згаданими легендами, а у Словенії збір починають у день святого Пріможа, який «сіє гриби» (9 червня). Закінчують збирання грибів у Росії у день святого Тита (25 серпня/6 вересня): «Святий Тит останній гриб ростить».
За польськими повір'ями той, хто різдвяного ранку першим подивиться на ліс, влітку знайде багато грибів; людині, що поїла капусти напередодні Попільної середи також буде щастити у збиранні грибів (Краківський повіт). Перед походом по гриби необхідно вмитися, інакше гриби «обпалять руки»; не можна молитися, хреститися — «гриби сховаються під землю» (Люблінське воєводство). Найкраще посилати по гриби дітей, оскільки над ними не має влади злий лісовий дух Воно, який заважає збирати гриби (Люблінське воєводство). Не можна класти у кошик одночасно гриби двох видів — польськ. Kozierożki і koźlaki, інакше «з'явиться чорний козел з позолоченими рогами і копитами і виколе очі» (Келецький повіт).
Деякі гриби не можна збирати вагітним, також вагітні не повинні пекти або їсти печені гриби це погано відіб'ється на здоров'ї майбутньої дитини (Польща, Сербія — Хомола, Білорусь).
У Білорусі, для успішного походу по гриби, при вході у ліс встромляють у головний убір гілочки трьох різних дерев, кладуть у кишеню три різні травинки. Вважається, що сліди зайця ведуть до грибних місць, перш, ніж ступити на слід потрібно підняти з землі і перекинути через нього будь-який предмет. У Вітебської області, а також у Східних Карпатах і у кашубів вважається, що якщо поглянути на гриб або доторкнутися і залишити, він перестає рости та стає червивим. Найбільш ранні гриби — говорушки — не можна їсти людям з дефектами мови і близнюкам: «мова довго не розв'яжеться».
В Україні вважається, що успіх у збиранні грибів можна забезпечити, якщо під час пасхальної заутрені на вигук священика «Христос воскрес!» Відповісти «Я хочу гриби збирати» (Поділля). Перед походом до лісу сідають на припічок (Західна Україна), вимовляють змови, звертаючись до лісу:
```
Помагайби гаєчку! 
Дай гриба і метелика, 
Сироїжку з діжку, 
Хрящика з ящика, 
Красноголовців з хлопця
```

Перший гриб хрестять, цілують (Житомирське Полісся).
У Чехії перші три гриба кладуть у дупло дерева, тричі читаючи «Отче наш».
За російськими повір'ями, у ліс не ходять босоніж, інакше знайдеш тільки старі гриби;
Не можна спати вдень на Благовіщення — гриби проспиш (Забайкалля).

### Народна медицина
Деякі гриби використовуються в народній медицині. У кількох країнах екстракти, такі як полісахарид-К, шизофіллан, полісахаридний пептид або лентинан, є державною зареєстрованою допоміжною терапією раку, але клінічні докази ефективності та безпеки цих екстрактів для людей не було підтверджено.